# خوکچه‌هندیان
خوکچه‌هندیان (نام علمی: Caviinae) نام یک زیرخانواده از راسته جوندگان است.